# Pepper Village (Siparia)
Pepper Village es una villa de Trinidad y Tobago, que forma parte de la región de Siparia.

## Geografía
La villa abarca parte de la isla Trinidad y limita al norte con Mon Desir y Harris Village, al sur con Delhi Settlement y Fyzabad, al este con Avocat Village y al oeste con Mon Desir.

## Demografía
Datos demográficos de la villa de Pepper Village:
| Gráfica de evolución demográfica de Pepper Village entre 2000 y 2011 |
|                                                                      |